# Saint-Christophe-de-Double
Saint-Christophe-de-Double é uma comuna francesa na região administrativa da Nova Aquitânia, no departamento da Gironda. Estende-se por uma área de 35,25 km². Em 2010 a comuna tinha 697 habitantes (densidade: 19,8 hab./km²).